# واپاشی (فیلم)
«واپاشی» (انگلیسی: Decay (film)) فیلمی در ژانر ترسناک است که در سال ۲۰۱۲ منتشر شد.